# Nuoto ai XVI Giochi del Mediterraneo - 50 metri rana femminili

## Record
Prima di questa competizione, il record del mondo (WR) e il record dei Giochi del Mediterraneo (GR) erano i seguenti:
|    | 30"31 | Jade Edmistone Australia | 30 gennaio 2006 Melbourne, Australia |
| GR | 32"96 | Giulia Fabbri Italia     | 28 giugno 2005 Almería, Spagna       |

Durante l'evento sono stati migliorati i seguenti record:
| Data      | Evento      | Atleta                  | Nazione | Tempo | Record |
| --------- | ----------- | ----------------------- | ------- | ----- | ------ |
| 1º luglio | 1ª batteria | Concepcion Badillo Diaz | Spagna  | 31"26 | GR     |
| 1º luglio | Finale      | Anastasia Chrystoforou  | Cipro   | 31"12 | GR     |

## Batterie
Mercoledì 1º luglio, alle ore 10:15 CEST, si sono svolte 3 batterie di qualificazione, nonché uno spareggio fra Dilara Buse Gunaydin e Sarra Lajnef.
| #   | Batteria | Corsia | Atleta                  | Nazionalità          | Tempo | Note |
| --- | -------- | ------ | ----------------------- | -------------------- | ----- | ---- |
| 1   | 1        | 4      | Concepcion Badillo Diaz | Spagna               | 31"26 | GR   |
| 2   | 3        | 3      | Anastasia Chrystoforou  | Cipro                | 31"30 | Q    |
| 3   | 2        | 4      | Roberta Panara          | Italia               | 31"57 | Q    |
| 4   | 2        | 5      | Erica Donadon           | Italia               | 32"01 | Q    |
| 5   | 3        | 4      | Sophie De Ronchi        | Francia              | 32"12 | Q    |
| 6   | 1        | 5      | Angeliki Exarchou       | Grecia               | 32"16 | Q    |
| 7   | 3        | 6      | Maria-Anna Letsiou      | Grecia               | 32"19 | Q    |
| 8   | 1        | 2      | Sarra Lajnef            | Tunisia              | 33"21 |      |
| 8   | 2        | 6      | Dilara Buse Gunaydin    | Turchia              | 33"21 | Q    |
| 10  | 1        | 6      | Kaja Kolsek             | Slovenia             | 33"27 |      |
| 11  | 1        | 3      | Tanja Smid              | Slovenia             | 33"34 |      |
| 12  | 2        | 3      | Aurora Perez            | Spagna               | 34"09 |      |
| 12  | 3        | 2      | Ceren Dilek             | Turchia              | 34"09 |      |
| 14  | 1        | 7      | Konstantina Papailia    | Grecia               | 34"28 |      |
| 15  | 3        | 7      | Selma Atic              | Bosnia ed Erzegovina | 35"02 |      |
| 16  | 2        | 7      | Asmahan Farhat          | Libia                | 42"49 |      |
| DSQ | 2        | 2      | Nađa Higl               | Serbia               |       |      |
| DNS | 3        | 5      | Fanny Babou             | Francia              |       |      |

## Finale
La finale, che si svolge mercoledì 1º luglio alle ore 18:12, viene vinta da Anastasia Chrystoforou che stabilisce il nuovo record dei Giochi con il tempo di 31"12.
| Posizione | Corsia | Atleta                  | Paese   | Tempo | Note |
| --------- | ------ | ----------------------- | ------- | ----- | ---- |
|           | 5      | Anastasia Chrystoforou  | Cipro   | 31"12 | GR   |
|           | 4      | Concepcion Badillo Diaz | Spagna  | 31"14 |      |
|           | 3      | Roberta Panara          | Italia  | 31"19 |      |
| 4         | 6      | Erica Donadon           | Italia  | 31"75 |      |
| 5         | 2      | Sophie De Ronchi        | Francia | 32"01 |      |
| 6         | 7      | Angeliki Exarchou       | Grecia  | 32"13 |      |
| 7         | 8      | Dilara Buse Gunaydin    | Turchia | 33"42 |      |
| DSQ       | 1      | Maria-Anna Letsiou      | Grecia  |       |      |